# Epicasta turbida
Epicasta turbida är en skalbaggsart som först beskrevs av Francis Polkinghorne Pascoe 1866.  Epicasta turbida ingår i släktet Epicasta och familjen långhorningar.
Artens utbredningsområde är Sarawak. Inga underarter finns listade i Catalogue of Life.